# Zaohuokou Shuiku
Zaohuokou Shuiku är en reservoar i Kina. Den ligger i den autonoma regionen Inre Mongoliet, i den norra delen av landet, omkring 170 kilometer öster om regionhuvudstaden Hohhot. Zaohuokou Shuiku ligger 1 275 meter över havet. Arean är 4,2 kvadratkilometer. Trakten runt Zaohuokou Shuiku består i huvudsak av gräsmarker. Den sträcker sig 5,6 kilometer i nord-sydlig riktning, och 3,8 kilometer i öst-västlig riktning.
Genomsnittlig årsnederbörd är 568 millimeter. Den regnigaste månaden är juli, med i genomsnitt 154 mm nederbörd, och den torraste är januari, med 3 mm nederbörd.